# Tribus Confederades d'Indis Siletz
Les Tribus Confederades d'Indis Siletz son una confederació reconeguda de tribus ameríndies, la major part que parlen una llengua salish, i d'altres na-dené, takelma, yakona i hanis. En total són 27 tribus que ocupen un territori entre el nord de Califòrnia i el sud de Washington. Eren tribus molt diferents en llengua i cultura i el 1855 foren traslladades a l'actual reserva Siletz.

## Costums
Totes elles tenen moltes coses en comú: les cases de planxes de cedre amb saunes col·lectives, elegants canoes de cedre, els vestits femenins (faldilles de fibra de cedre) i masculins (camises de pell de dant). També tenen en comú la seva dieta, a base d'arrels, baies, aglans, salmó, cacera i alguns insectes, els arcs de cacera i les cistelles amb dibuixos d'ones. Capturaven esclaus de les tribus enemigues i la descendència seguia la línia paterna.

## Demografia
La tribu tenia 4.804 membres registrats en 2011. Entre les tribus traslladades a la reserva hi havia les tututnis, shasta, scoton, shasta costa, Grave Creek, chetco, ko-kwel, tolowa-tututni, i petits nombres de siuslaws, coos i kuitsh. Els siletz pròpiament dits es podien dividir en les tribus:
- Upper Rogue River o shasta:
  - John's Band 172
  - George's Band 222
  - Joseph James's Band 160

- Tribus de la Costa:
  - Joshuas's Band 179
  - Choallie's Band 215
  - Totoem's Band 202
  - Macanotin's Band 129
  - Shasta costa 110
  - Port Orford (Qua-to-mah band) 242
  - Upper Coquille 313

Segons el cens dels EUA del 2000, hi havia censats 2.707 membres de la Confederació Siletz. Els membres de les tribus coos, siuslaws, takelmes, tututnis i altres eren censats a part.

## Tribus
Les tribus de la confederació són
- Alsea, inclosos els Yaquina
- Chinook, inclosos Clatsop
- coos
- Kalapuyes, inclosos santiam, tualatin, yamhill, yoncalla, banda Marys River i altres
- Lower Umpqua i siuslaws
- Molales
- Shasta, incloent el poble Klamath River
- Rogue River, inclosos shasta, applegate, Galice Creek, o altres pobles atapascans
- Klickitats
- Takelmes, inclosos dagelma, latgawa i Cow Creek
- Tututni, amb les bandes atapascanes del sud-oest d'Oregon:
  - Applegate River
  - Chetco
  - Chasta costa
  - Euchre Creek
  - Flores Creek
  - Galice Creek
  - Mikonotunne
  - Naltunnetunne
  - Pistol River
  - Port Orford
  - Sixes
  - Tolowes
  - Upper Umpqua
  - Upper Coquille
  - Yashute
- Tillamooks
  - Siletz
  - Salmon River
  - Nestucca
  - Nehalem
  - Tillamook Bay i altres.[2]

## Història
Vers els 1700 van mantenir els primers contactes amb mercaders europeus, que aviat els van transmetre malalties com la verola, la grip i altres. Cap al 1850 es trobà or al Rogue River, i en restaven uns 6.000. L'arribada dels colons blancs i la Guerra Rogue River provocà que els supervivents fossin traslladats a una reserva el 1855, unes 90 milles al llarg de la costa, però el 1876 foren traslladats més al nord. la vida era a la reserva era depriment i patiren l'aculturació de mans dels predicadors metodistes i catòlics.
Per la Llei Pública 588 del 1956 se'ls aplicà la Termination, de manera que la terra tribal fou totalment venuda, llevat els 36 acres del cementiri, i els drets de pesca i cacera anul·lats. Els obligaren a pagar impostos, però no podien acollir-se a la sanitat pública. Això generà moltes protestes, de manera que el 1977 els fou restaurat l'estatut tribal. El 1992 recuperaren novament l'autogovern.